# Exame pré-nupcial
Exame pré-nupcial é um tipo de exame médico que é recomendado a casais recém formados e que desejarem ter filhos, a fim de avaliar a saúde de cada um.
Os exames pré-nupciais não servem somente para detectar doenças venéreas ou sexualmente transmissíveis: Também podem contribuir para avaliar se a pessoa tem algum problema no aparelho genital, se é fértil, se poderá ou não ter filhos, entre outros.
Por isto os seguintes exames são recomendados.
Para ser feito pelo casal
1. HIV, sífilis e HPV
2. Sanguíneo geral: anemia, glicemia, colesterol, triglicéridos, tipo sanguíneo, hepatite
3. Urina e fezes.

Para ser feito pelo homem
1. Espermograma (todas as idades)
2. Exame da próstata (acima de 40 anos)

Para ser feito pela mulher
1. Exames ginecológicos e de prevenção:
2. Papanicolau
3. Colposcopia oncótica
4. Colposcitologia
5. Ultra-sonografia transvaginal ou
6. Ultra-sonografia Pélvica
7. Ultra-som da mama ou mamografia.